# Iordăcheanu
Iordăcheanu község és falu Prahova megyében, Munténiában, Romániában.  A hozzá tartozó települések: Mocești, Plavia, Străoști, Valea Cucului és Vărbila.

## Fekvése
A megye középső részén található, a megyeszékhelytől, Ploieștitől, huszonöt kilométerre északkeletre, a Cricovului Sărat  folyó mentén, a Szubkárpátok dombságain.

## Történelem
A 19. század végén a község Prahova megye Cricovul járásához tartozott és Iordăcheanu, Mocești valamint Plavia falvakból állt, összesen 1141 lakossal, valamennyi a Cricovului Sărat folyó bal partján. Ebben az időszakban ezen településeken nem volt iskola, viszont három templom állt a község területén, egy-egy minden faluban: a Mocești-t 1694-ben, a Plavia-it 1814-ben, a Iordăcheanu-it pedig 1864-ben építették. A Cricovului Sărat folyó jobb partján lévő falvak: Străoști, Valea Cucului valamint Vărbila ezen időszakban Hârsa község részei voltak.
A két világháború között Iordăcheanu községet megszüntették, a hozzá tartozó falvakat ideiglenesen Gornet-Cricov irányítása alá helyezték. 1938-ban Iordăcheanu községet ismét létrehozták, határait a korábbiaknak megfelelően visszaállították.
1950-ben közigazgatási átszervezés alapján, a Prahova-i régió Urlați rajonjához került, majd 1952-ben a Ploiești régió Mizil rajonjához csatolták.
1968-ban ismét megyerendszert vezettek be az országban, a község az újból létrehozott Prahova megye része lett. Ekkor kerültek az irányítása alá Străoști, Valea Cucului és Vărbila falvai is, Hârsa községtől elcsatolva.

## Lakossága
| Nemzetiségek | 2002 | 2002   |
| ------------ | ---- | ------ |
| Románok      | 5100 | 98,07% |
| Romák        | 99   | 1,90%  |
| Törökök      | 1    | 0,01%  |
| Összesen     | 5200 | 100,0% |